# 사교-땐스의 이해
《사교-땐스의 이해》는 2019년 11월 8일에 방영한 《KBS 드라마 스페셜 2019》 시리즈 중 일곱 번째 작품이다.

## 줄거리
175cm의 큰 키가 콤플렉스인 아웃사이더 대학생 수지와 166cm의 작은 키가 컴플렉스인 열정맨 병현이 1학점짜리 교양수업 '사교-땐스의 이해' 수업에서 만나면서 펼쳐지는 이야기이다.

## 등장 인물

### 주요 인물
- 신도현 : 한수지(23세, 175cm) 역
- 안승균 : 이병현(24세, 166cm) 역

### 주변 인물
- 백지원 : 한상진(24세, 184cm) 역
- 배윤경 : 유미나(24세, 163cm) 역
- 안길강 : 수지의 아버지(53세, 183cm) 역
- 백지원 : 토니(45세, 165cm) 역
- 민도희 : 백선미(23세, 158cm) 역
- 김선영 : 수지의 어머니 역
- 백수희 : 수연(27세) 역

### 그 외 인물
- 김도완